# Frodulphe de Barjon
Pour les articles homonymes, voir Frodulphe.
Ne doit pas être confondu avec Frodulphe de Saintonge.
Frodulphe de Barjon, dit saint Frou, né au VIIe siècle à Autun, et mort au VIIIe siècle à Barjon, est un religieux et saint chrétien français, particulièrement vénéré par les Catholiques, disciple de saint Médéric.

## Biographie
Placé comme oblat à l'abbaye de Saint-Martin d'Autun, Frodulphe de Barjon y apprend la prière, la méditation, et la pénitence. C'est sous son abbatiat que saint Merry en fit son disciple et son ami ; il l'avait tenu sur les fonts baptismaux et s'était consacré à son éducation. Lorsque saint Merry quitta le monastère pour se réfugier dans la solitude des grands bois du Morvan, sûrement fut-il de ceux qui partirent à sa recherche et l'ayant retrouvé, l'implorèrent de rentrer s'occuper d'eux. N'y étant pas parvenu, il fut sans doute l'un des frères qui allèrent quérir l'évêque d'Autun, Ansbert, pour le ramener au sein de son monastère[réf. nécessaire]. Une fois rentré, la vie reprit son cours. 
Frodulphe de Barjon accompagna son maître dans son déplacement à Paris, vers 696, en pèlerinage sur les tombeaux de saint Denis, et de leur compatriote saint Germain, qui fut jadis abbé de l'abbaye de Saint-Symphorien d'Autun. Chemin faisant, il s'arrêtèrent à la collégiale Saint-Martin de Champeaux en Brie, près de Melun, Merry étant malade. Ils avaient fait ce long voyage à pieds. Repartis pour Paris, les deux hommes s'arrêtèrent à Bonneuil-sur-Marne et à Charenton-le-Pont, l'abbé Merry multipliant les miracles sur son passage. S'étant de nouveau installé dans un lieu solitaire, des fidèles se groupèrent et c'est ainsi que naquit le hameau de Saint-Méry. Décidant de poursuivre afin de se recueillir sur le tombeau de saint Denis, ils firent une halte à Thomery.
Arrivés à Paris, ils découvrirent dans un petit bois entouré de marais inondables, le petit oratoire Saint-Pierre-des-Bois (aujourd'hui l'église Saint-Merri sur la rue Saint-Martin), et ils décidèrent de séjourner à proximité dans un ermitage. Ils y demeurèrent  deux années et neuf mois. C'est là que son compagnon mourut le 29 août 700. Frodulphe de Barjon rentra alors en Bourgogne et devint abbé du monastère de Saint-Martin, qu'il quitta lorsque les Sarrasins du général Ambiza saccagèrent Autun le 22 août 725, et se retira comme ermite dans la solitude de Barjon.
Une partie de son corps fut rapatriée à Paris pour être inhumé près de son maître dans la chapelle Saint-Pierre. Des ossements de son corps sont également conservés dans un reliquaire en bois doré dans l'église paroissiale de Saint-Philibert à Trouhaut (Côte-d'Or).

## Invocations
Les maux de tête et de dents.

## Lieux sous son vocable
- Fontaine Saint-Frou à Noidant-le-Rocheux ;
- Église paroissiale de Saint-Frodulphe à Barjon (Côte-d'Or), lieu où se trouvent la châsse en bois peint polychrome et un sarcophage dit de Saint-Frou, ainsi qu'une statue en pierre polychrome du XVIIe siècle, de ce saint. Ensemble classé aux monuments historiques ;
- Chapelle de Saint-Frou, proche du cimetière de Barjon ;
- Église Saint-Frédulphe de Saint-Frion (Creuse).